# أدولف بلانك
أدولف بلانك (ولد في 24 يونيو 1828في مانوسك - ـوفي في مايو 1885 في باريس) موسيقيا وملحنًا فرنسيًا لموسيقى الحجرة.
أرسل في سن الثالثة عشرة لدراسة الكمان في معهد كونسرفتوار باريس، وكان عازف كمان ماهرا فاز عام 1849 بجائزة للعزف، ودرس تحت إشراف فرومينتال هاليفي.
له ثلاثيات ورباعيات وخماسيات وترية، وسبعة خماسيات وترية وللبيانو ومقطوعات أخرى بتكوينات المختلفة، وعملان سمفونيان غير مكتملان، أوبرا كوميدية ذات فصل واحد (بالفرنسية: Les Deux Billets)‏ عرضت عام 1868، وعملا أوبريت صالون. حاز عام 1862 على جائزة شارتيير من أكاديمية الفنون الجميلة الفرنسية لموسيقى الحجرة. أمين خزانة جمعية المؤلفين الموسيقيين، وعضو في جمعية كونسيرت الكونسرفتوار حيث كان يؤدي الآلتو، وكان كان قائدًا ثانيا لأوركسترا الثياتر ليريك (بالفرنسية: Théâtre Lyrique)‏ في باريس
كان بلانك من أنصار الوضوح والبساطة تبعا للمدرسة الكلاسيكية (موتسارت، هايدن) ووفيا للتقاليد الرومانسية الفيينية المتمثلة في موسيقى الصالونات (بالألمانية: Hausmusik)‏ للأداء الخاص، وكرّس معظم أعماله لموسيقى الحجرة. كان هذا النمط هامشيا في الحياة الموسيقية العامة المعاصرة باريس التي كانت تتمحور حول الأوبرا، ونتيجة لذلك تجوهلت أعمال بلانك إلى حد كبير، ولا يكن وصف أعماله، باستثناء أوبوس 40 بأنها مألوفة.
سجّلت بعض أعماله في القرن العشرين:
- سباعي للكلارينيت والقرن والباسون الوتريات على E ماجور (أوبوس 40)[6] (رابط يوتيوب)
- خماسي للوتريات رقم 7 /أوبوس 50 (رابط يوتيوب)
- رومانس / أوبوس 43b (رابط يوتيوب)
- ثلاثي للبيانو والكلارينيت والتشيلو.
- خماسية للبيانو ، الفلوت ، الكلارينيت ، البوق و الباسون.
- كونسرتانتي Sonatine.

## روابط خارجية
- الدرجات المجانية لأدولف بلانك في مشروع مكتبة الموسيقى الدولية (IMSLP)
- ناشر موسيقى الحجرة كاسل: هانز روبريشت بييرهوف ، أدولف بلانك (بالألمانية)
- كلاسيكا: قائمة المؤلفات
- أدولف بلانك مقاطع صوتية
- ثلاثي ، بيانو ، أوتار ، لا. (من مجموعة النقاط الرقمية لمكتبة سيبلي الموسيقية)
- الرومانسية ، البيانو ، المزمار ، القرن. (من مجموعة النقاط الرقمية لمكتبة سيبلي الموسيقية)